# Пит Пони (фильм)
«Пит Пони» (англ. Pit Pony) — телевизионная драма режиссёра Эрика Тилля, снятая по мотивам одноимённой книги детской писательницы Джойс Баркхаус. Мировая премьера: 19 декабря 1997 года.

## Сюжет
Картина рассказывает о жизни угледобывающего канадского городка Глас Бэй на рубеже XIX—XX вв. Сюжет разворачивается вокруг дружбы 10-летнего Вилли Маклина, вынужденного после гибели старшего брата работать на угольной шахте, с пит-пони Джем, перевозящей вагонетки с углём.

## Съёмочная группа
- Режиссёр: Эрик Тилль[англ.]
- Продюсеры: Эндрю Кохрэн, Мерл МакАйсак
- Сценаристы: Хезер Конки, Джойс Баркхаус[англ.]
- Композитор: Джонатан Голдсмит[англ.]
- Оператор: Никос Эвдемон
- Монтажёр: Т. С. Мартин
- Художники: Мэриэн Уихак, Лаура Макнат, Джини Кимбер, Барбари Люкстон

## Интересные факты
- В 1999 году фильм получил продолжение в качестве одноимённого сериала с тем же актёрским составом.
- Картина является теледебютом канадской актрисы Эллен Пейдж. За роль Мэгги Маклин она была номинирована на премии «Молодой актёр» и «Джемини»